# オールド宮殿 (カンタベリー)

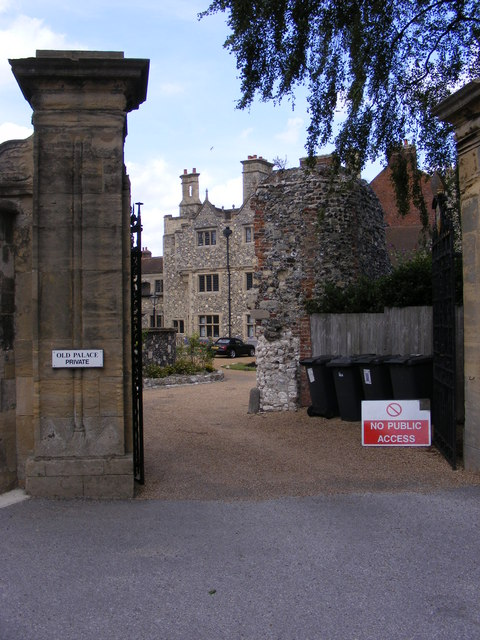
カンタベリー大聖堂敷地内にあるオールド・パレス（カンタベリー大主教の公邸）

オールド宮殿（英語: Old Palace）またはオールド・パレスは、イギリス東南部のカンタベリー大聖堂敷地内にある、イングランド教会のカンタベリー大主教の公邸で、ロンドンにはランベス宮殿公邸もある。
11世紀に建てられ、1193年から1228年に改築され、中世にイギリスで作られたものとしては、ロンドンのウェストミンスター宮殿の次に大きなホールを持っていたが、1650年には取り壊されて、その遺構が最近見つかっている。
その後、1896年にはオールド宮殿の復旧が行われて、カンタベリー大主教の公邸だけでなく、カンタベリー教区サフラガン主教（現在はRose Hudson-Wilkin師、教区主教はカンタベリー大主教）の公邸としても、使われている。
現在、イギリス指定建造物１級（イングランド）にも指定されている。

## 参照項目
- カンタベリー市内にある第一級指定建築物一覧（Grade I listed buildings in City of Canterbury）